# Донбасс (мини-футбольный клуб)
«Донбасс» («Янус-Донбасс», «Донбасс-Инспорт», «Шахтёр») — бывший мини-футбольный клуб из Донецка, участник чемпионата Украины и кубка страны.
В конце 1980-х годов футбольная команда Николая Хаймурзина «СоцДонбассовец» становится победителем турнира на Кубок Министерства угольной промышленности СССР и отправилась на турнир в Югославию. Несмотря на то, что турнир за рубежом проводился в зале, «СоцДонбассовец» его выигрывает. Хаймурзинов заинтересовывается мини-футболом и начинает его популяризировать в Донецкой области Украины.
В начале 1990-х годов совместно с заместителем областного спорткомитета Леонидом Васильевичем Мармазовым Хаймурзин создаёт ассоциацию мини-футбола Донецкой области, занимается обучением детей и организацией турниров. Команда Хаймурзинова «Янус-Донбасс» принимает участие в кубке Украины. Команда также выступает в городах региона под названием «Шахтёр» и продолжает популяризировать мини-футбол. В результате в области начинают появляться команды высшей лиги, такие как «Горняк» (Красногоровка) и «Донбасс» (Донецк) под руководством Хаймурзина, а также перволиговый «Уголёк» из Макеевки. Много позже появляются «Укрсплав», трансформировавшийся во флагмана отечественного мини-футбола МФК «Шахтёр» (Донецк), а также «Енакиевец». Хаймурзин же и после завершения работы тренером остаётся бессменным директором донецкой ДЮСШ № 5, а в 2012 году главная команда его школы становится фарм-клубом «Енакиевца».
Первым турниром для «Янус-Донбасса» становится Кубок Украины по мини-футболу 1992/1993. «Янус-Донбасс» успешно проходит первый и второй зональный турнир. Команда пробивается в финальную стадию, проходящую в Киеве с участием восьми лучших команд, где останавливается в шаге от полуфинала. За команду выступают Дмитрий Толмачев, Эдуард Усов, Сергей Ледовских, Анатолий Пахомов, Геннадий Ярошенко, Василий Борисов, Игорь Микицей, Роман Петров, Николай Гринь, Сергей Петухов, Мансур Хаймурзин (сын Николая Хаймурзина). Тренируют «Янус-Донбасс» Николай Хаймурзин и Сергей Акименко. В 1993 году «Янус-Донбасс» также принимает участие в международном турнире «Петербургская осень», но не выходит в финал, в котором московская «Дина» обыгрывает сборную Украины по мини-футболу.
Чемпионат Украины 1993/94 «Донбасс» завершает на восьмом месте. В кубке страны донецкая команда уступает будущему обладателю трофея днепропетровской «Нике» со счётом 1:5. В 1994 году «Донбасс» также принимает участие в двух товарищеских турнирах: в борьбе за «Кубок славянских стран» дончане занимают второе место, а международный турнир «Белая акация», проходящий в Одессе, «Донбасс» выигрывает.
По итогам следующих двух сезонов чемпионата Украины «Донбасс» стабильно входит в шестёрку лучших команд страны: 1994/95 — 5 место, 1995/96 — 6 место.
Чемпионат Украины 1996/97 команда проводит под названием «Донбасс-Инспорт» и занимает 10 место. В состав команды входят Валентин Авдеев. Василий Борисов, Максим Галган, Сергей Дремов, Константин Езепко, Александр Заболоцкий, Сергей Литвинов, Александр Процив, Андрей Савельев, Валерий Тесленко, Дмитрий Толмачев, Эдуард Усов, Сергей Федоренко, Мансур Хаймурзин, Владимир Харчук, Виталий Черненко, Игорь Шабанов, Игорь Шкута и Олег Юркин. Чемпионат страны 1997/98 «Донбасс» завершает на 11 месте.
Последние три сезона в высшей лиге команда проводит под названием «Шахтёр» (Донецк), однако не добивается заметных успехов, заняв в сезонах 1998/99 и 1999/2000 9 место, а в 2000/2001 — 10 место.
Начиная с сезона 2001/2002 в чемпионатах страны под названием МФК «Шахтёр» (Донецк) выступает клуб под руководством Евгения Геллера, ранее называвшийся «Укрсплав».